# Cepphis totibrunnea
Cepphis totibrunnea là một loài bướm đêm trong họ Geometridae.